# Hamburg-Hausbruch
Hausbruch ist ein Hamburger Stadtteil im Bezirk Harburg. Urkundlich erwähnt wurde Hausbruch erstmals 1553.

## Name
Der Name Hausbruch ist eine Abschleifung aus dem Begriff Hürersbrook oder Hürsbrook. Die Vorsilbe Hür steht dabei für Heuer, die Endung Brook für einen feuchten Bruchwald und verweist auf das Erlenbruchland, das die einstige Siedlung umgab. Hintergrund der Bezeichnung ist die Erlaubnis an die Siedler, gegen eine Pacht bzw. Heuer dem Bruch Holz für den Eigenbedarf zu entnehmen. Diese Erklärung ist 1973 von dem Heimatforscher Artur Conrad Förste aus Moisburg belegt worden. Er widersprach damit der Theorie, dass der Name von dem „Haus am Bruch“, einer Jagdhütte von Otto I. von Harburg, abstammt.

## Geografie

### Geografische Lage
Hausbruch liegt an der Grenze zwischen Marsch und Geest. Die höchsten Erhebungen sind der Bredenberg (69,8 m), der Falkenberg (64,8 m) und der Wulmsberg (64,0 m).
Siehe auch: Liste von Erhebungen in Hamburg

### Ausdehnung des Stadtgebiets
Die heutigen Stadtteilgrenzen sind:
- Zu Heimfeld: der Ehestorfer Heuweg, die Cuxhavener Straße und die A 7.
- Zu Neugraben-Fischbek: Der Falkenbergsweg, Scharpenbargsweg, Rehrstieg und die Francoper Straße.
- Zu Francop und Moorburg bildet die Moorburger Landscheide (Fluss) eine natürliche Grenze.

Bei der Grenzziehung zu Neugraben-Fischbek gibt es die Besonderheit, dass die östlich des Falkenbergsweges gelegene Siedlung Bauernholztal um die gleichnamige Straße zwar zu Hausbruch gehört, jedoch infrastrukturell und siedlungsgeschichtlich keinerlei Anbindung an es hat. Diese Zuordnung hat kaum praktische Auswirkungen, so gehört diese Siedlung z. B. auch nicht zum Schulbezirk Hausbruch. Gleiches galt bis zu dessen Auflösung 1976 auch für das Wohnlager am Falkenbergsweg.

### Nachbarorte
Nördlich von Hausbruch liegen die Stadtteile Francop und Moorburg, im Osten grenzt Hausbruch an Heimfeld und im Westen an Neugraben-Fischbek. Im Süden grenzt der Stadtteil an den Ort Ehestorf der niedersächsischen Gemeinde Rosengarten.

### Stadtteilgliederung
Hausbruch besteht aus drei Ortsteilen: Altwiedenthal, Neuwiedenthal und Dubben. Diese Aufteilung ist insofern überholt, als dass die ehemalige Siedlung Dubben vollständig der Autobahn A 7 und dem Gewerbegebiet um die Autobahnzufahrt Hausbruch weichen musste. Hingegen hat die Wohnbebauung südlich der B 73 kontinuierlich an Bedeutung gewonnen und wird analog zum Waldgebiet als Ortsbezeichnung Haake genannt (s. a. Grundschule an der Haake). Dieses umfasst ca. die Hälfte des Stadtteil-Gebietes.

## Geschichte

### Erste Erwähnungen
Im späten 8. Jahrhundert wurde eine Burg auf dem Falkenberg errichtet, die bis ins 13. Jahrhundert genutzt wurde und von der heute nur noch Wallreste zu finden sind.
Um 1545 ließ Herzog Otto I. von Harburg eine Schäferei errichten, sie lag ungefähr beim heutigen Jägerhof. Hausbruch wurde erstmals 1553 urkundlich erwähnt.

### 1881–1933

Sennhütte 1906

Durch den Bau der Unterelbebahn 1881 wurde es für die Industrie lukrativ, sich in Hausbruch anzusiedeln. Am 1. November 1896 eröffnete die erste Schule, und 1898 erfolgte die Gründung des Schützenvereins. Am 15. Januar 1899 wurde der Bahnhof Hausbruch an der Niederelbebahn Harburg–Cuxhaven eröffnet. Seit diesem Zeitpunkt war Hausbruch ein Ausflugsort für naturliebende Hamburger. Die Bedeutung als Naherholungsgebiet nahm aber immer mehr ab. Im Jahre 2004 waren davon nur noch Spuren beim Hotel Sennhütte, Hamburg-Blick erhalten.
1900 gab es 400 Einwohner, 1903 etwa 450 Einwohner, und 1905 gab es 558 Einwohner. Chronisten vermerkten, dass kein Ort im Landkreis Harburg ein so großes Bevölkerungswachstum hatte. 1901 zog die Schule an in ihren heutigen Platz. Es gab 89 Schüler, 1910 waren es bereits 143. Am 11. Dezember 1911 wurde die Hausbruch Neugrabener Turnerschaft gegründet. Im Winter 1913/14 wurden fünf Tonnen Schnee mit der Bahn aus dem Harz nach Neugraben gebracht, um sie dann auf die Rodelbahn am Opferberg aufzubringen.
1917 wurde bei einer Brunnenbohrung im südlichen Hausbruch in den Harburger Bergen Kohle gefunden; im Bergwerk Robertshall wurde von 1919 bis 1922 mehr als 49000 Tonnen Braunkohle für die Harburger Phoenix AG gefördert. Davon lassen sich nur noch die eingestürzten Stollen anhand von kraterartigen Vertiefungen am Rande des Ehestorfer Heuwegs vorfinden sowie das Fundament der Kohlewäscherei. 1929 wurde die Heideburg, ein ehemaliges Ausflugslokal, zum evangelischen Jugendheim.

### 1933–1945 Zeit des Nationalsozialismus

Hausbruch als Teil von Neugraben (1938)

Seit dem 1. April 1937 gehört Hausbruch (als Teil der damaligen Gemeinde Neugraben) durch das Groß-Hamburg-Gesetz zum Landkreis Hamburg und ab dem 1. April 1938 zur Einheitsgemeinde Hamburg.

### 1945–2000
Nach dem Zweiten Weltkrieg bezogen viele Menschen vorhandene Wochenendhäuser und Behelfsheime im Hausbrucher Raum, die in den folgenden Jahrzehnten sukzessive ausgebaut oder durch vollwertige Häuser ersetzt wurden. In vielen Fällen ist dort bis dato keine den gesetzlichen Bestimmungen genügende Erschließung erfolgt.
Mit Wirkung zum 11. Mai 1951 wurden mit dem Gesetz über die Bezirksverwaltung in der Freien und Hansestadt Hamburg (1949) der harburgische Teil Neugrabens aus dem damaligen Bezirk Neugraben mit dem moisburgischen Teil und dem Bezirk Fischbeck zum Stadtteil Neugraben-Fischbek zusammengelegt. Der verbliebene Teil der ehemaligen harburgischen Gemeinde Neugraben erhielt dann den Stadtteilnamen Hausbruch.
1956 wurde die Badeanstalt im Dubben geschlossen. 1959 erhielt Hausbruch eine eigene evangelische Kirche. In den 1960er und 1970er wurde teilweise auf dem Gebiet von Hausbruch, teilweise auf dem des benachbarten Neugraben-Fischbek das Neubaugebiet Neuwiedenthal gebaut. Es entstanden überwiegend Hochhäuser. In Neuwiedenthal lebten danach etwa zwei Drittel der Hausbrucher Bevölkerung.
Am 22. Juli 1975 stießen im abendlichen Berufsverkehr ein Personen- und ein Güterzug frontal zusammen. 11 Menschen starben, 125 weitere wurden verletzt.
Am 4. August 1984 wurde die S-Bahn-Linie S3 bis nach Neugraben eröffnet. Es entstand am Westrand von Hausbruch der S-Bahnhof Neuwiedenthal. Der Bahnhof Hausbruch wurde geschlossen und das Gebäude abgerissen. Die beiden vorher vorhandenen Bahnübergänge wurden im Rahmen des S-Bahnbaus unter Kappung der bisherigen Straßenverbindungen geschlossen und durch je eine Fußgänger- und Radfahrer-Unterführung ersetzt. Direkter innerörtliche Straßenverkehr in Nord-Süd-Richtung ist seitdem nicht mehr möglich. Infolge dieser Änderung der Verkehrsanbindung gab die größere Anzahl der traditionell an der Cuxhavener Straße angesiedelten örtlichen Geschäfte auf, und es entstanden neue Einkaufsmöglichkeiten nördlich des S-Bahnhofs am Striepenweg und in der Rehrstieg Galeria.
Anfang der 1980er-Jahre wurde in der Nachbarschaft des Geländes der Firma Beiersdorf mit erheblichem Aufwand das Gewerbegebiet Hausbruch aufgeschüttet und ausgebaut. Nachdem zunächst zwei Hauptinvestoren abgesprungen waren, lagen dort bis 2005 große Flächen mit voll ausgebauten Verkehrsanschlüssen und Installationen für Gewerbebedarf brach, auf denen mittlerweile ein Logistikzentrum entstanden ist. Im gleichen Zeitraum der 1980er Jahre wurden nördlich des Rehrstieges in größerem Umfang Reihenhaussiedlungen für umgesiedelte Bewohner der für Hafenerweiterungen in Anspruch genommenen Gebiete in Altenwerder errichtet. Auf dem Gebiet des östlichen Altenwerder ist später das CTA, Containerterminal Altenwerder, errichtet worden. Die unter Denkmalschutz stehende in Altenwerder verbliebene St. Gertrud-Kirche wird von der Thomaskirchengemeinde in Hausbruch genutzt, in der viele ehemalige Insulaner aus Altenwerder aktiv geworden sind.
1986 wurde die Heideburg zur Rudolf-Steiner-Schule und wurde seitdem sukzessive durch umfangreiche Erweiterungsbauten wesentlich vergrößert.
Mitte der 1990er-Jahre löste ein Urteil des Hamburgischen Oberverwaltungsgerichtes zur Beschränkung von Grundflächenzahlen und die Fertigstellung der Besiedlung des Gebietes eine rege und für deutsche Verhältnisse ungewöhnlich ungesteuerte Bautätigkeit mit Einzel- und Doppelhäusern im südlichen Hausbruch aus.
1997 führte der Selbstmord eines 17-Jährigen auf dem Bahnhof Neuwiedenthal und dessen Abschiedsbrief zu einer intensiven Debatte um die Lebensrealität heutiger Jugendlicher weit über die Grenzen der betroffenen Stadtteile hinaus.

### Seit 2000
Um 2000 schloss mit dem traditionsreichen Tante-Emma-Laden „Prigge“ in der Hausbrucher Bahnhofstraße nach 100 Jahren der letzte seiner Art im Stadtteil. Ende 2006 wurde das Wohnhaus mit angrenzendem Ladengeschäft abgerissen, um Neubauten Platz zu machen. 2003 wurde das historische, aber stark sanierungsbedürftige Gastronomie- und Veranstaltungshaus Hornbachers geschlossen, durch den Verpächter verkauft und zugunsten eines Supermarktes abgerissen. Das Hornbachers war eine wichtige kulturelle Einrichtung des Stadtteils. Die lange Jahre am Standort zuvor dort gewesene Diskothek Renaissance-Club war auch überregional bekannt.
Der Anteil der Bevölkerung mit Migrationshintergrund ist in Hausbruch bis Ende 2010 auf 49,6 % gestiegen.
Gegenwärtig laufen Bebauungsplanverfahren, um die teilweise lediglich durch Bestandsschutz abgesicherten Siedlungen zu legalisieren und eine weitere Entwicklung zu ermöglichen.
Das im Gebäude des ehemaligen Ortsamtes untergebrachte Kulturhaus am Ehestorfer Heuweg (gegründet 1973) ist im Januar 2012 nach Neugraben (BGZ) umgezogen. Das alte Gebäude wurde 2024 abgebrochen.
Das auf dem Wulmsberg gelegene Traditions- und Tagungshotel Berghotel Hamburg-Blick (ehemals Sennhütte am Wulmsberg) brannte in der Nacht vom 16. auf den 17. Dezember 2023 fast vollständig nieder.

### Einwohnerentwicklung
| 1987   | 1988   | 1989   | 1990   | 1991   | 1992   | 1993   | 1994   | 1995   | 1996   |
| 14.052 | 14.343 | 14.607 | 14.982 | 15.242 | 15.927 | 15.841 | 15.747 | 15.943 | 16.144 |

| 1997   | 1998   | 1999   | 2000   | 2001   | 2002   | 2003   | 2004   | 2005   | 2006   |
| 16.507 | 16.701 | 16.836 | 17.185 | 17.305 | 17.351 | 17.371 | 17.009 | 17.201 | 17.216 |

| 2007   | 2008   | 2009   | 2010   | 2011   | 2012   | 2013   | 2014   | 2015   | 2016   |
| 17.267 | 17.131 | 17.136 | 17.010 | 17.085 | 17.118 | 17.034 | 16.973 | 16.852 | 16.862 |

| 2017   | 2018   | 2019   | 2020   | 2021   | 2023   |
| 16.979 | 17.067 | 17.036 | 16.927 | 16.753 | 16.953 |

### Statistik
(Quelle: )
- Anteil der unter 18-Jährigen: 18,9 % [Hamburger Durchschnitt: 16,8 % (2023)]
- Anteil der über 64-Jährigen: 21,5 % [Hamburger Durchschnitt: 17,8 % (2023)]
- Ausländeranteil: 19,3 % [Hamburger Durchschnitt: 20,7 % (2023)]
- Arbeitslosenquote: 7,3 % [Hamburger Durchschnitt: 6,2 % (2023)]

Das durchschnittliche Einkommen je Steuerpflichtigen beträgt in Hausbruch 37.599 Euro jährlich (2020), der Hamburger Gesamtdurchschnitt liegt bei 48.035 Euro.

## Religionen

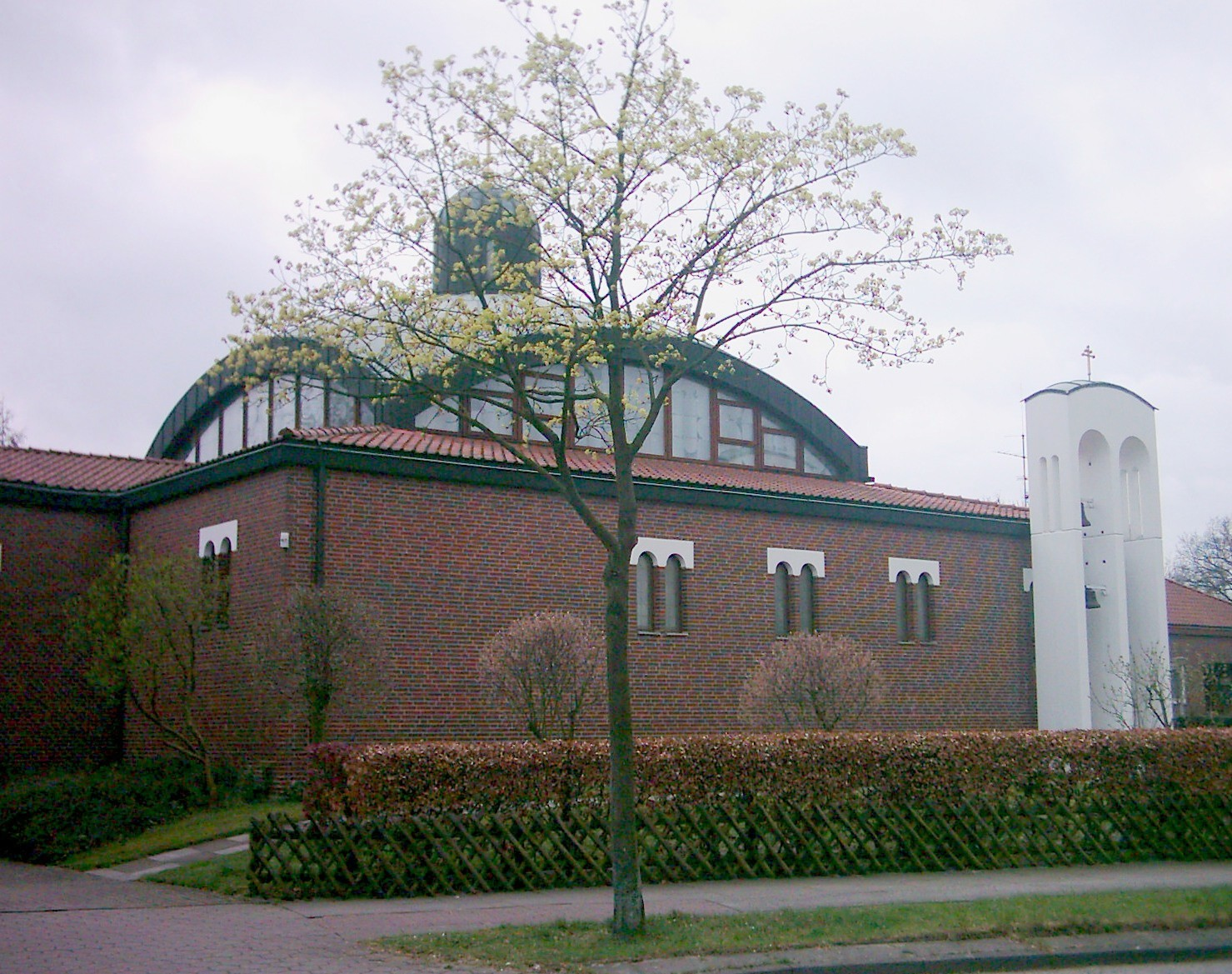
Allerheiligen-Kirche der ukrainisch-katholischen Gemeinde

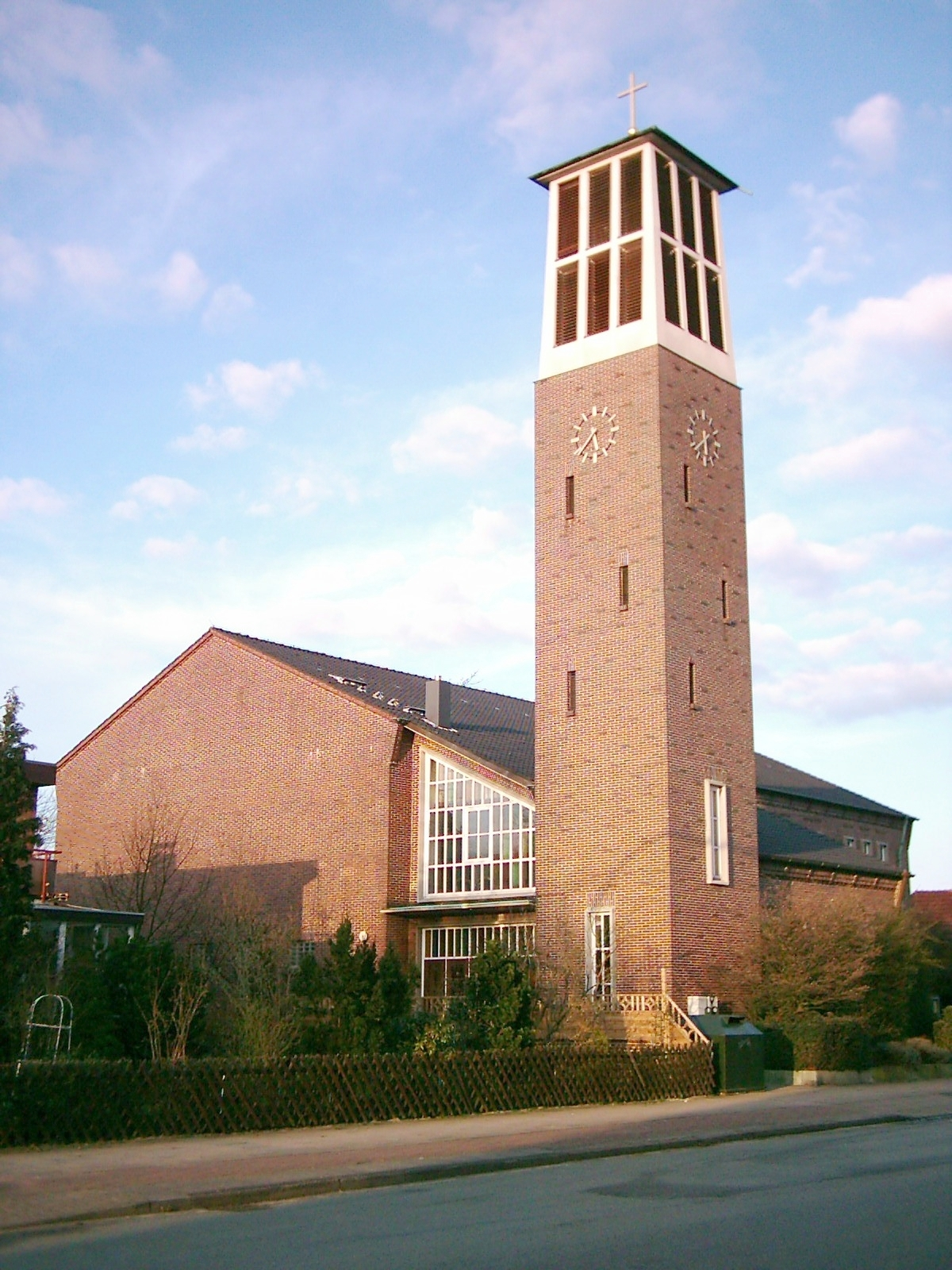
Die Thomaskirche

Der Stadtteil hat die evangelische Thomasgemeinde. Zu ihr gehört seit 1979 auch die Kirche in Altenwerder.

## Politik

### Bundestagswahlen
Für die Bundestagswahl gehört Hausbruch zum Wahlkreis Hamburg-Bergedorf – Harburg.

### Bürgerschaftswahlen
Der Stadtteil gehört zum Wahlkreis Süderelbe. Die Bürgerschaftswahlen 2020, 2015, 2011, 2008 und 2004 brachten in Hausbruch folgende Ergebnisse::
| Bürgerschaftswahl | SPD    | Grüne 1) | CDU    | AfD    | Linke  | FDP    | Übrige    |
| ----------------- | ------ | -------- | ------ | ------ | ------ | ------ | --------- |
| 2020              | 43,9 % | 13,6 %   | 12,8 % | 12,3 % | 07,2 % | 04,1 % | 06,1 %    |
| 2015              | 48,5 % | 07,0 %   | 17,1 % | 08,8 % | 08,9 % | 06,3 % | 03,4 %    |
| 2011              | 49,7 % | 06,7 %   | 28,8 % | –      | 06,0 % | 04,6 % | 06,2 %    |
| 2008              | 34,4 % | 07,0 %   | 44,7 % | –      | 06,5 % | 04,2 % | 03,2 %    |
| 2004              | 30,8 % | 06,3 %   | 50,6 % | –      | –      | 02,6 % | 09,6 % 2) |

### Bezirksversammlungswahlen
Bei den Wahlen zur Bezirksversammlung Harburg bildet der Stadtteil den gleichnamigen Wahlkreis Hausbruch mit der Wahlkreisnummer 7.
Die letzten Bezirksversammlungswahlen fanden am 26. Mai 2019 statt und führten im Wahlkreis Hausbruch zu folgenden Stimmanteilen:
| SPD     | Grüne   | CDU     | AfD    | Linke  | FDP    | Übrige |
| ------- | ------- | ------- | ------ | ------ | ------ | ------ |
| 35,00 % | 21,36 % | 25,32 5 | 0,00 % | 8,74 % | 9,58 % | 0,0 %  |

Die Wahlbeteiligung lag bei 53 Prozent, darunter waren sechs Prozent der abgegebenen Stimmzettel ungültig. 29 Prozent der Wählenden nutzten die Möglichkeit der Briefwahl.
Für den Wahlkreis Hausbruch wurden Marion Wolkenhauer (SPD), Robert Timmann (CDU) und Fabian Klabunde (Grüne) über Direktmandate der Wahlkreisliste in die Bezirksversammlung Harburg gewählt.

## Wirtschaft

### Wohnwert
Alt-Hausbruch, der nördliche Bereich bis zum Moor und die bewaldeten Gebiete südlich der Cuxhavener Straße sind geprägt durch Einzel- und Reihenhausbebauung.
Neuwiedenthal besteht überwiegend aus mehrgeschossigen Mehrfamilienhäusern und einigen Hochhäusern. Die Sozialstruktur zwischen diesen beiden Bebauungsgebieten ist sehr unterschiedlich. Während in Neuwiedenthal statistisch die Bewohner einen niedrigen oder sehr niedrigen Sozialstatus haben, ist dieser im südlichen Ortsgebiet hoch. In Neuwiedenthal beträgt der Anteil von ausländischen Bewohnern bzw. solchen mit Migrationshintergrund 78 % (Stand 2015).
Durch die Lage zwischen den Harburger Bergen und dem Moor bietet Hausbruch seiner Bevölkerung naturnahes Wohnen in Randlage einer Großstadt. Mieten und Immobilienpreise rangieren gemessen am Hamburger Durchschnitt im unteren Bereich, je nach Lage bestehen jedoch große Unterschiede innerhalb des Stadtteils.
| Immobilienpreise [€ / m²]             | 2000 | 2001 | 2002 | 2003 | 2004 | 2005 | 2006 | 2007 | 2008 | 2009 | 2010 | 2011 | 2012 | 2013 | 2014 |
| unbebaute Grundstücke                 |      | 200  | 190  |      |      | 190  | 180  | 155  | 155  | 145  | 140  | 140  | 193  | 220  | 235  |
| Ein- und Zweifamilienhäuser (Bestand) | 1665 | 1708 | 1819 | 1632 | 1852 | 1852 | 1846 | 1917 | 1836 | 1940 | 1937 | 1757 | 2149 | 2039 | 2266 |
| Ein- und Zweifamilienhäuser (Neubau)  | -    | -    | -    | -    | -    | -    | 1865 | 1963 | 2233 | 1740 | -    | -    | -    | 1972 | -    |
| Eigentumswohnungen (Bestand)          | 1443 | 1399 | 1461 | 1451 | 1594 | 1403 | 1468 | 1541 | 1432 | 1499 | 1609 | 1856 | 1652 | 1697 | 1814 |

### Verkehr
Die Bundesautobahn 7 und die Bundesstraße 73 gehen durch Hausbruch. Im März 2018 wurde die zur Hälfte auf Hausbrucher und Heimfelder Gebiet liegende Anschlussstelle Nr. 31 der A7 von „Moorburg“ in „Hausbruch“ umbenannt. Bedingt durch häufige Staus auf der A7 ab Hausbruch in Fahrtrichtung Norden und die dadurch erfolgte Nennung der Abfahrt in den Radio-Verkehrsmeldungen, hat der Name Hausbruch überregional Bekanntheit erlangt.
Wichtige Straßen sind die Cuxhavener Straße und die Neuwiedenthalter Straße in Ost-West-Richtung sowie der Rehrstieg, der Ehestorfer Heuweg und die Waltershofer Straße in Nord-Süd-Richtung.
Hausbruch ist seit dem 4. August 1984 über den Haltepunkt Neuwiedenthal an die S-Bahn Hamburg angeschlossen.
| Linie | Verlauf |
| ----- | --- |
| S 3   | Pinneberg – Thesdorf – Halstenbek – Krupunder – Elbgaustraße – Eidelstedt – Stellingen (Arenen) – Langenfelde – Diebsteich – Altona – Königstraße – Reeperbahn – Landungsbrücken – Stadthausbrücke – Jungfernstieg – Hauptbahnhof – Hammerbrook (City Süd) – Elbbrücken – Veddel (BallinStadt) – Wilhelmsburg – Harburg – Harburg Rathaus – Heimfeld (TU Hamburg) – Neuwiedenthal – Neugraben                                                     |
| S 5   | Elbgaustraße – Eidelstedt – Stellingen (Arenen) – Langenfelde – Diebsteich – Holstenstraße – Sternschanze – Dammtor – Hauptbahnhof \ Hauptstrecke – Hammerbrook (City Süd) – Elbbrücken – Veddel (BallinStadt) – Wilhelmsburg – Harburg – Harburg Rathaus – Heimfeld (TU Hamburg) – Neuwiedenthal – Neugraben – Fischbek – Neu Wulmstorf – Buxtehude – Neukloster – Horneburg – Dollern – Agathenburg – Stade / in Tagesrandzeiten – Berliner Tor |

Zuvor war der Stadtteil mit Vorortzügen an dem mit Eröffnung der S-Bahn stillgelegten Bahnhof Hausbruch durch Vorortzüge an das Schienennetz angebunden. In dessen unmittelbarer Nähe ereignete sich der Eisenbahnunfall von Hamburg-Hausbruch.
Durch Hausbruch verlaufen die Niederelbebahn sowie die Hamburger Hafenbahn.
Der Stadtteil wird im Busverkehr zudem durch die Linien 140 (Neugraben – Neuwiedenthal), 340 (Neuwiedenthal – Ehestorf – Harburg), 141 (Neugraben – Hausbruch – Harburg – Rönneburg), 250 (Neugraben – Hausbruch – Waltershof – Altona) und 251 (Neugraben – Hausbruch – Waltershof – Finkenwerder) sowie die XpressBus-Linie X40 (Neugraben – Hausbruch – Finkenwerder – AIRBUS) angebunden. Montags bis freitags verkehrt hier die Nachtbuslinie 641 (Neugraben-Fischbek – Hausbruch – Harburg – Hauptbahnhof – St. Pauli) als Ersatz für die S-Bahn.
Im Gewerbegebiet Hausbruch befindet sich der Betriebshof Süderelbe der Hamburger Hochbahn mit Platz für etwa 60 Busse.

### Ansässige Unternehmen

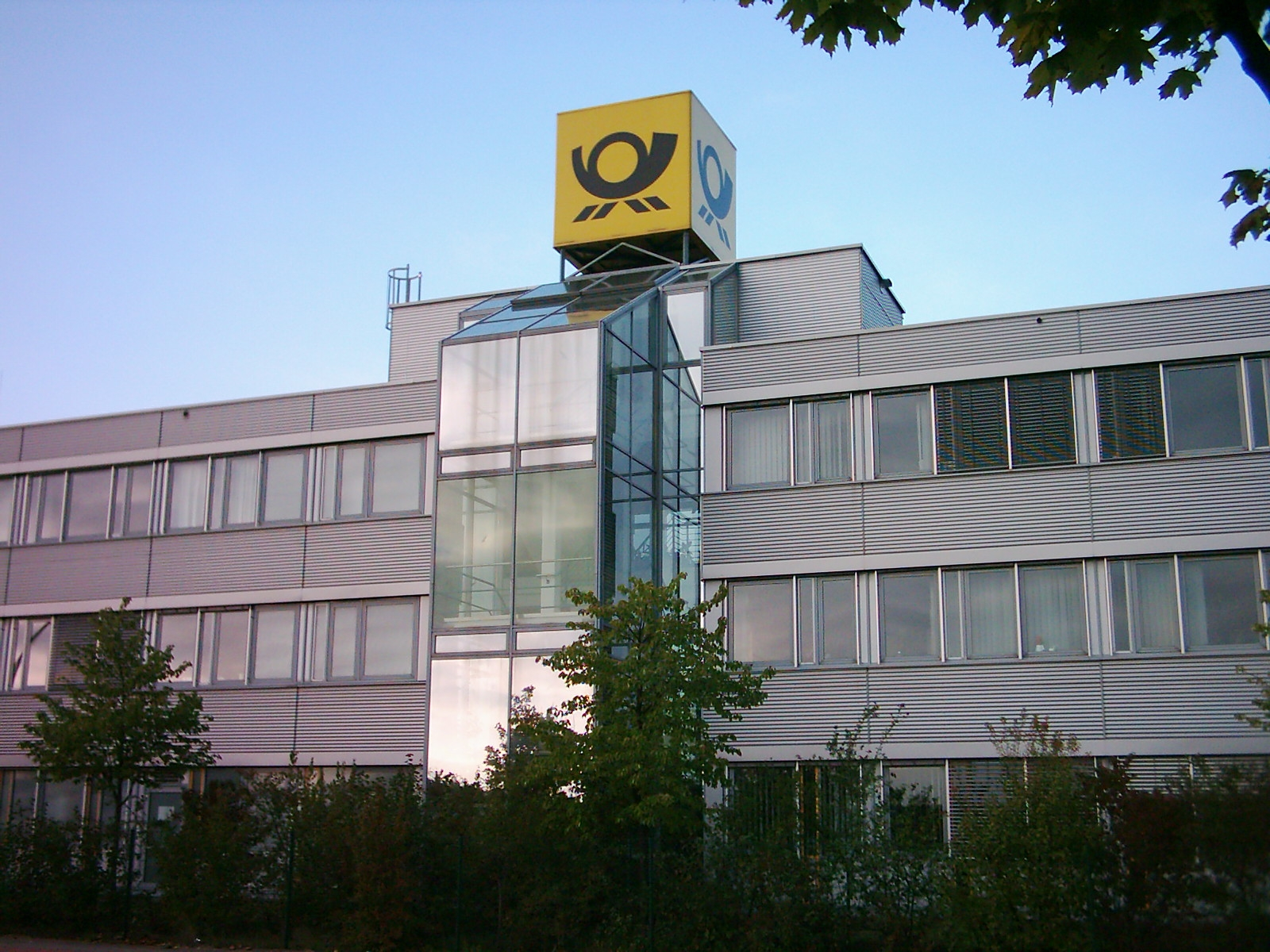
Post Niederlassung BRIEF Hamburg-Süd

Im Gewerbegebiet Hausbruch sind u. a. die Beiersdorf AG, ein Briefverteilzentrum der Deutschen Post, Sigma-Aldrich und das Logistikzentrum von Blume 2000 ansässig. Ein großes Forschungszentrum von NXP Semiconductors (ehemals Philips) war 2010 komplett abgebrochen worden. Außerdem sind in Hausbruch Hamburgs beide letzten funktionierende Reeperbahn (Tauwerksherstellung) ansässig, die Lippmann German Ropes GmbH & Co. KG und die Ad. Lohmann & Sohn Tauwerkfabrik OHG.
2016 beschloss die Brauerei Carlsberg den Umzug ihrer Holsten-Brauerei aus Hamburg-Altona in das Gewerbegebiet Hausbruch. Baubeginn für das 66.000 m² große Areal war Oktober 2017. Im November 2019 wurde die Bierproduktion nach Hausbruch verlegt.

### Bildungseinrichtungen

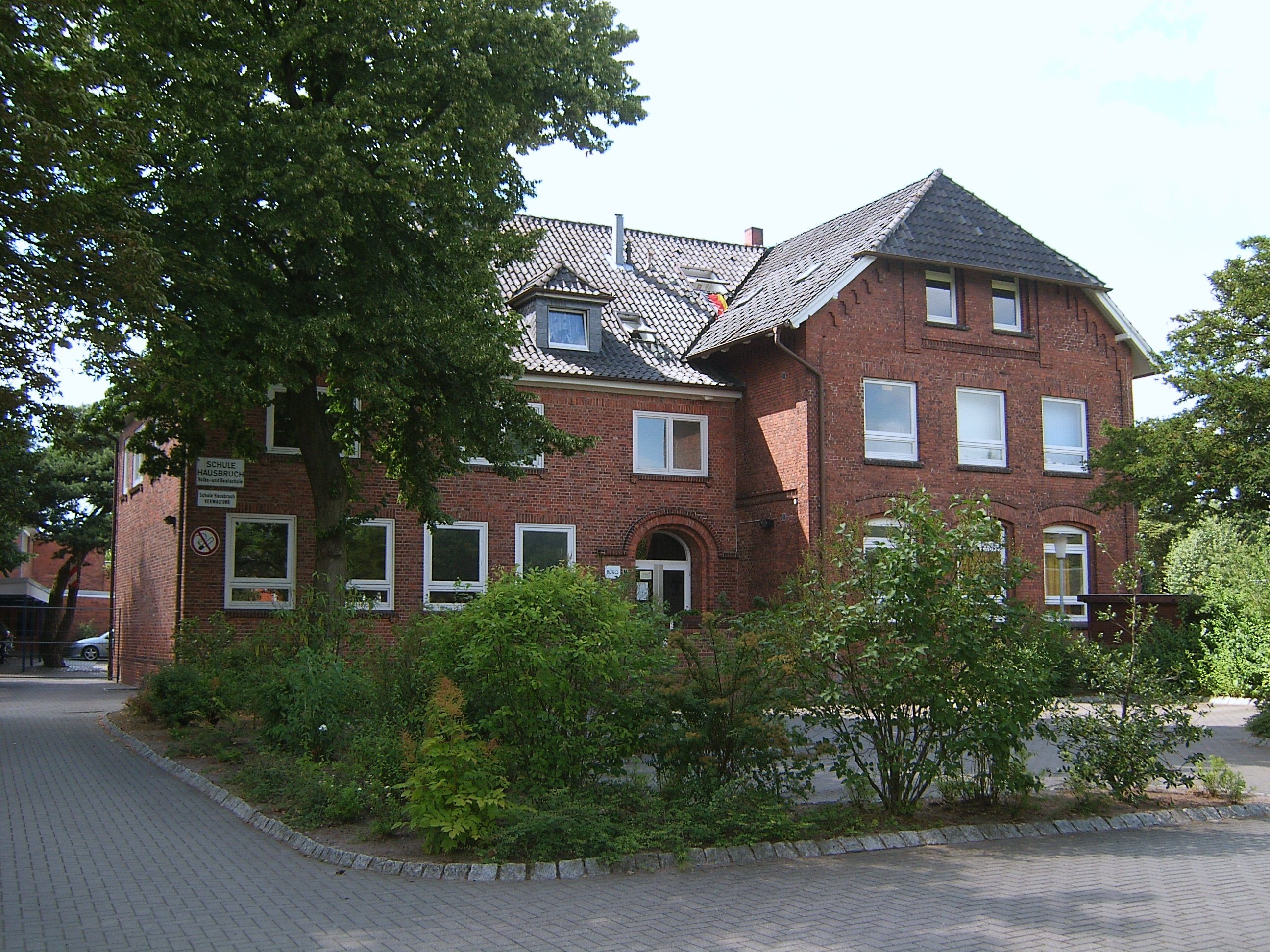
Altes Schulgebäude Hausbruch

Im Jahr 2009 wurde die Haupt- und Realschule Hausbruch in der Bahnhofstraße geschlossen, übrig blieb die Grundschule mit Vorschule, die aus einer Fusion der Schule Hausbruch mit der Integrativen Grundschule Lange Striepen in der gleichnamigen Straße hervorgegangen und nunmehr auch dort angesiedelt ist. Grund war seinerzeit eine Änderung im Schulgesetz, die eine Zweizügigkeit zwingend vorschrieb. Nach dem Scheitern der Primarschulreform im Sommer 2010 wurden die Schulen zum 1. Februar 2011 wieder getrennt. Zum Schuljahr 2012/13 erfolgte dann die Fusion auf Antrag beider Schulkonferenzen, seit dem Schuljahr 2014/15 trägt sie den Namen „Grundschule An der Haake“.
Am ehemaligen Standort Bahnhofstraße befindet sich jetzt ein Standort der öffentlichen „Schule Nymphenweg, Schule mit dem Förderschwerpunkt Geistige Entwicklung Entwicklung“.
Hausbruch besitzt ferner die Rudolf Steiner Schule Harburg am Ehestorfer Heuweg.
Die Gesamtschule Süderelbe, die integrative Grundschule Am Johannisland, ein Gymnasium und eine weitere, integrative Gesamtschule befinden sich im benachbarten Stadtteil Neugraben-Fischbek.

### Freizeit- und Sportanlagen
Die Hausbruch Neugrabener Turnerschaft (HNT) ist mit über 5.100 Mitgliedern der größte Sportverein in Süderelbe. Die Vereinssportanlage der HNT mit einer Tennishalle, 10 Tennisplätzen, zwei vereinseigenen Sporthallen grenzt direkt an die Bezirkssportanlage Opferberg mit einer leichtathletischen Kunststoffanlage und einem Rasenfußballplatz. Die HNT und der FTSV Altenwerder, welcher vorher in Altenwerder heimisch war, sind in Hausbruch ansässig.
Südlich der B 73 beginnt die Haake, ein Waldgebiet.
Die Deutsche Waldjugend Landesverband Hamburg e. V. betreibt im Wulmstal ein Gruppenhaus für Pfadfindergruppen, Jugendvereine und Schulklassen.
Der Schützenverein Hausbruch unterhält das Schiess- und Kegelsportzentrum am Jägerhof.
An der Francoper Straße befindet sich die Kleingartenanlage „Gartengemeinschaft Neugrabener Moor“. Der Verein unterhält den jederzeit zugänglichen Lehrpfad „Feuchtbiotop Neugrabener Moor“. An verschiedenen Stationen können sich Besucher über Zusammenhänge in der Natur informieren.

## Kultur und Sehenswürdigkeiten
Der Bildhauer Erich Gerer schnitzte in Hausbruch die größte Eule (1984–2020) und den größten Bären (2001) der Welt.

### Regelmäßige Veranstaltungen
Jedes Jahr findet das Schützenfest statt.

## Persönlichkeiten, die mit Hausbruch in Verbindung stehen
- Ernst Scharstein (1877–1961), deutscher Landschaftsmaler, lebte und starb hier
- Paul Helms (1884–1961), deutscher Maler, Grafiker, Zeichner und Illustrator, starb hier
- Gustav Berthold Schröter (1901–1992), deutscher Künstler und Pädagoge, lebte und wirkte hier
- Werner Rebhuhn (1922–2001), deutscher Grafiker und Künstler, bekannt durch sein langjähriges Wirken als Gestalter von Buchumschlägen für den Rowohlt Verlag, lebte und arbeitete hier
- Gisela Griffel (1925–2009), deutsche Schlagersängerin und Schauspielerin, wurde hier geboren
- Hans Jürgen Stöcker (1928–2004), deutscher Manager und Verbandsfunktionär in der Schifffahrt, lebte hier
- Karl-Heinz Ehlers (* 1942), deutscher Politiker, Pädagoge und Manager, wirkte hier als Vorsitzender des CDU-Ortsverbandes
- Dieter Kottysch (1943–2017), deutscher Amateurboxer und Olympiasieger von 1972, lebte hier
- Erich Gerer (1945–2025), österreichischer Künstler, lebte und wirkte hier
- Jürgen Ehlers (* 1948), deutscher Geograph und Schriftsteller, wuchs hier auf
- Manfred Miethe (* 1950), deutsch-schweizerischer Schriftsteller und Übersetzer, wuchs hier auf
- Wilfried Hinsch (* 1956), deutscher Philosoph und Hochschullehrer, wuchs hier auf
- Mechthild Reinders (* 1959), deutsche Schauspielerin, wuchs hier auf und lebt inzwischen wieder hier

## Sonstiges
Am 10. Juli 1970 eröffnete BP in Hausbruch die erste reine Selbstbedienungstankstelle Deutschlands mit neuzeitlichen Zapfanlagen am Striepenweg. Sie existiert nicht mehr, heute befindet sich dort ein Discounter.
Siegfried Lenz gab in seinem Roman Heimatmuseum einem Gendarmen den Namen „Waldemar Hausbruch“. Da Hausbruch als Familienname nicht bekannt ist, handelt es sich um eine Reverenz des lange in Hamburg lebenden Schriftstellers an den Stadtteil.
Am 21. Februar 2021 wurde an der automatischen Wetterstation des Deutschen Wetterdienstes an der Neuwiedenthaler Straße beim Gelände des Wasserwerkes in Altwiedenthal, ein Temperaturrekord von 21 Grad für den meteorologischen Winter (1. Dezember bis 28. Februar) in Hamburg gemessen. Damit wurde der ebenfalls an dieser Station im Vorjahr am 16. Februar erreichte Rekord von 18,1 Grad eingestellt. Am 20. Juli 2022 wurde an dieser Wetterstation mit 40,1 Grad ein Temperaturrekord für die Stadt Hamburg seit Aufnahme von derartigen Messungen aufgestellt.